# Hypophthalmus fimbriatus
Hypophthalmus fimbriatus är en fiskart som beskrevs av Kner, 1858. Hypophthalmus fimbriatus ingår i släktet Hypophthalmus och familjen Pimelodidae. Inga underarter finns listade i Catalogue of Life.